# 倪家玺
倪家玺（1908年—1990年），浙江镇海人，中国实业家、政治人物，北京义利食品厂创始人，中国民主建国会中央委员会原常务委员，第五、六届全国政协委员。